# Ginoria pulchra
Ginoria pulchra är en fackelblomsväxtart som först beskrevs av Erik Leonard Ekman och O.C.Schmidt, och fick sitt nu gällande namn av S.A.Graham. Ginoria pulchra ingår i släktet Ginoria och familjen fackelblomsväxter. Inga underarter finns listade i Catalogue of Life.